# Kartskåp
Ett kartskåp är ett skåp för kartor eller ritningar.
Tre typer av kart- och ritningsförvaring kan urskiljas, hängande, liggande och rullade.
Oftast förekommer liggande och hängande förvaring. Egentlig förvaring i ett skåp handlar det egentligen inte om, även om möbeln betecknas som -skåp.
- Kartskåp i hurtsform kallad även karthurts, eller ritningshurts, där man förvarar materialet liggande i lådor.
- Kartskåp för hängande förvaring kallas normalt bara kartskåp, alternativt hängkartskåp.
- Kartskåp för rullad förvaring kallas således rullkartskåp.

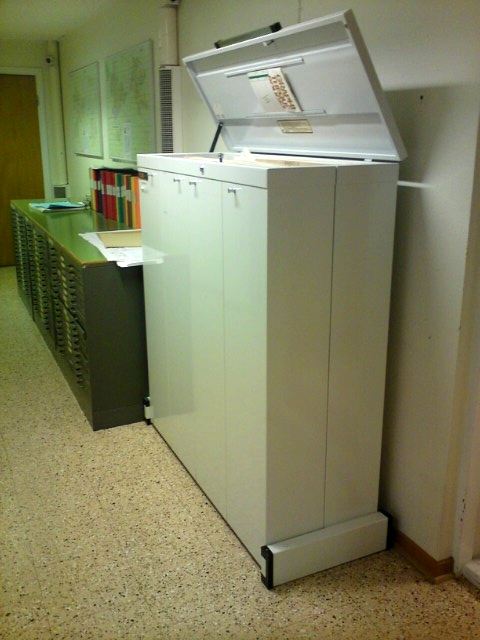
Närmast ett kartskåp för hängande förvaring, bakom syns en karthurts, dvs ett kartskåp med hurtsar.
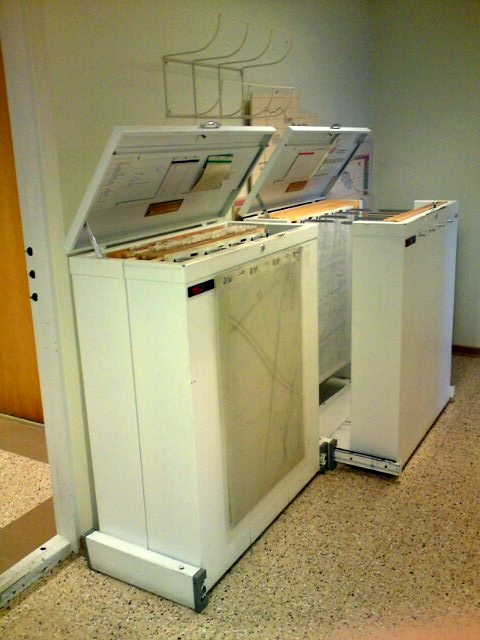
Här syns ett slutet kartskåp i förgrunden och ett öppet i bakgrunden för inhängning av karta.

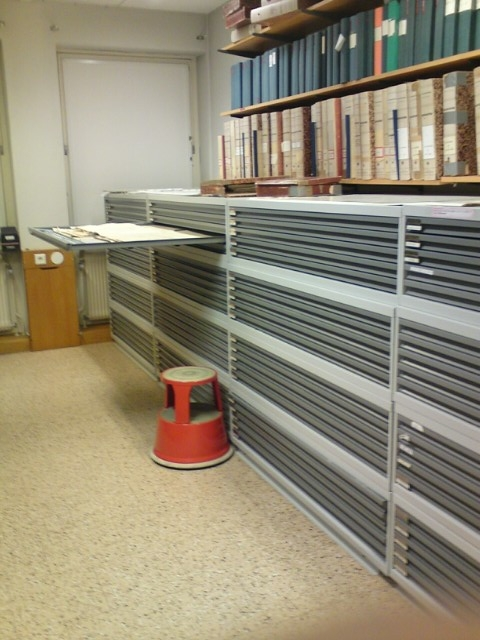
Karthurtsar för större kartor.
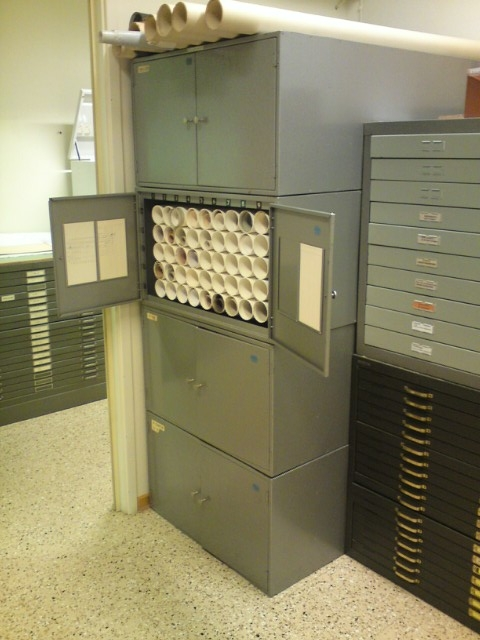
Rullkartskåp för förvaring av rullade kartor. Till höger i bild syns även karthurtsar.